# Cratere Philoetius
Philoetius è un cratere sulla superficie di Teti.